# يسرائيل طال
يسرائيل طال (بالعبرية: ישראל טל‏) هو قائد عسكري إسرائيلي ولد في سنة 1924 في محناييم،  وتوفي في 8 سبتمبر 2010.
درس الفلسفة والعلوم السياسية في الجامعة العبرية في القدس. انخرط في الخدمة العسكرية في الجيش البريطاني خلال الحرب العالمية الثانية. انضم بعد ذلك إلى إلى الهاغاناه ومن ثم في صفوف الجيش الإسرائيلي. تولّى قيادة كتيبة خلال العدوان الثلاثي على مصر سنة 1956. عُيِّن عام 1964 قائدًا لسلاح المدرعات التي قام بوضع أسسها. خلال حرب 1967 قاد الكتيبة التي احتلت القطاع الشمالي لسيناء من رفح حتى قناة السويس.
في سنة 1970 قررت الحكومة الإسرائيلية بأن يكون لديها آليات برية وطنية فقاد يسرائيل الفريق الذي قام بدراسة وتطوير دبابة ميركافا. تولّى بعض المهام القيادية في هيئة الأركان العامة. وعُيِّن قائدا لجبهة الجنوب خلفا لبارليف واصطدم بموشي ديان في مسألة تجديد القتال مع المصريين في حرب 1973، ما أدّى إلى إنهاء خدمته العسكرية.

## وصلات خارجية
- يسرائيل طال على موقع مونزينجر (الألمانية)

1. 1 2 3 4  طال، يسرائيل من موقع المركز الفلسطيني للدراسات الإسرائيلية نسخة محفوظة 26 يناير 2020 على موقع واي باك مشين.
2. ↑  IDF Maj.-Gen. (res.) Israel Tal dies at age 86 - Israel - Jerusalem Post نسخة محفوظة 21 أكتوبر 2012 على موقع واي باك مشين.